# Alicia Sanz
Alicia Sanz Espinosa (Ceuta, 10 aprile 1988) è un'attrice spagnola.

## Biografia
Comincia la sua formazione all'età di 8 anni nel Centro Dramático Nacional de Ceuta e nella scuola di danza Cuna de Arte y Rosa Founound. Una volta maggiorenne si trasferisce a Madrid per studiare interpretazione nella scuola di Juan Carlos Corazza e contemporaneamente partecipa ai corsi di danza di Carmen Roche, ai corsi di voce e canto con Vicente Fuentes e a seminari con Claudio Tolcachir, Manuel Morón, e Rosa Morales. Nel 2009 comincia a muovere i suoi primi passi come attrice girando i cortometraggi: "El sobrino", "Señales" e vari videoclip. Nel 2010 appare per la prima volta sul piccolo schermo nella serie "La pecera de Eva" di Telecinco, interpretando Alice, una ragazza adolescente. Nello stesso anno ottiene il suo primo ruolo da protagonista in "Gavilanes", una serie televisiva trasmessa su Antena 3 dove interpreta Lucia Elizondo, una ragazza affascinante e dotata di una forte personalità.    
Dal 2020 è tra i protagonisti della serie televisiva El Cid pubblicata su Prime Video, dove veste i panni della figlia primogenita del Re di Castiglia: l'infanta Urraca. 
Parla inglese, francese e conosce alcune nozioni di arabo. Attualmente risiede a Madrid.

## Filmografia

### Cinema
- Afterparty, regia di Miguel Larraya (2013)
- Realityhigh, regia di Fernando Lebrija (2017)
- En brazos de un asesino, regia di Matías Moltrasio (2019)

### Televisione
- La pecera de Eva - serie TV, (2010)
- Gavilanes - serie TV, (2010-2011)
- Cuore ribelle (Bandolera) - serie TV, (2012-2013)
- Con el culo al aire - serie TV, (2012)
- Per Sempre - serie TV, (2013-2014)
- Cuéntame cómo pasó - serie TV, (2015)
- Dal tramonto all'alba - serie TV, (2015)
- Baby Daddy - serie TV, (2016)
- Castle - serie TV, (2016)
- El Cid - serie TV, (2020)

### Teatro
- Nada tras la puerta
- Los criminales

### Cortometraggi
- El sobrino (2009)
- Señales (2010)